# Симберг, Хуго
Ху́го Си́мберг (фин. Hugo Simberg, 24 июня 1873[…], Фридрихсгам, Выборгская губерния — 12 июля 1917[…], Эхтяри, Вазаская губерния) — финский художник и график, крупнейший представитель финского символизма. Известен своими произведениями, представляющими многоплановые образы, жизнь и смерть, ангелов и чертей. Автор части росписей и витражей собора Иоанна Богослова в Тампере. Картина Симберга «Раненый ангел», изображающая двух мальчиков, несущих ангела на носилках, является визитной карточкой северного символизма и очень популярна при оформлении различных обложек и иллюстраций.

## Биография
Родился в большой семье полковника российской армии Николая Симберга и Эббы Матильды Симберг (в девичестве Видениус). В возрасте восьми лет вместе с семьёй переехал в Выборг, который был в то время одним из культурных центров Финляндии. Семья летом выезжала на побережье Финского залива в Ниеменлаутту. Уже став известным художником, Хуго Симберг построил студию на берегу залива, и береговые пейзажи занимают заметное место в его произведениях. В 1891 году поступил в выборгскую рисовальную школу любителей искусств, позже учился (1893—1895) в Художественной школе Финского художественного общества в Хельсинки, где одним из его преподавателей была известная художница Хелена Шерфбек. Не закончил ни одну из них, так как ему не понравилось преподавание. Решив получить образование самостоятельно, Хуго Симберг обратился к Аксели Галлен-Каллела, крупнейшему финскому художнику-символисту, жившему в сельской местности в Руовеси, около Тампере. Между 1895 и 1897 годами Симберг трижды брал уроки у Галлен-Каллела. Ещё в 1895 году он испытал сильнейшее влияние Арнольда Бёклина, написав, что тот «является художником от Бога, и перед ним все должны склониться».
В 1896 году Симберг путешествовал по Европе, посетив Лондон и Париж и познакомившись с современным европейским искусством. Наибольшее влияние на него оказали Эдвард Бёрн-Джонс и прерафаэлиты. Впоследствии он ещё дважды работал в Париже длительные периоды времени, в 1903—1904 и 1910 годах. Осенью 1896 года он впервые принял участие в Осенней выставке финских художников и представил несколько картин, получивших доброжелательные отзывы критики. Эти картины были выполнены в стиле, характерном для всего творчества Симберга, объединявшем символизм с фольклорными мотивами. В 1897 году он посетил Италию, где на него сильнейшее впечатление произвели работы мастеров Возрождения XVI века.
В 1898 году его работы, представленные на осеннюю выставку, снова получили благожелательные рецензии, после чего Хуго Симберг был принят в Союз художников Финляндии и получил должность преподавателя живописи в выборгской рисовальной школе любителей искусств. В 1899 году он путешествовал по Кавказу из Тифлиса в Дагестан. Результатом стали горные атмосферные пейзажи с нарочито усиленными цветами.
На Всемирной выставке 1900 года в Париже он получил почётный диплом за картину «Осень» (1895). Осенью 1902 года у художника случился серьёзный нервный срыв, и до весны 1903 года он лечился в больнице Каллио в Хельсинки. После выхода из больницы он создал самую известную свою картину, «Раненый ангел». Ещё в 1902 году художник получил стипендию для путешествия по Европе, на средства которой в 1903—1904 годах он посетил Италию, Испанию, Северную Африку, а также работал во Франции. В 1904 году он выиграл первую премию на национальном конкурсе портретной живописи. В том же году он получил заказ на росписи церкви (позже собора) Иоанна Богослова в Тампере.
В 1907 году Симберг через Лондон совершил путешествие в Нью-Йорк. Вернувшись в Финляндию, он занял место преподавателя в Художественной школе Финского художественного общества в Хельсинки и занимал его до своей смерти в 1917 году. В 1908 году двадцать работ Симберга были отобраны для участия в выставке финского искусства в Париже, первой большой такой выставке за пределами Финляндии. Из 23 принявших участие в выставке художников лишь два (Галлен-Каллела и Энкель) представили больше своих работ. Последнее своё зарубежное путешествие Симберг предпринял в 1910 году, посетив Нидерланды, Бельгию и Францию, где он снова смог остаться на продолжительное время, благодаря полученной им стипендии. После 1910 года Хуго Симберг стал всё больше уставать от художественных кругов Хельсинки и постепенно отходил от живописи. Известно очень мало работ художника этих лет; в основном это малые графические произведения. В 1910 году женился на Анне Бремер, у них было двое детей.
Симберг не любил разъяснять символику своих произведений, и они остаются открытыми для интерпретаций.
Большая часть сохранившихся произведений Симберга — графические работы. Подавляющее большинство его произведений находится в Финляндии, многие в музеях Хельсинки и Тампере. Самое большое собрание его работ принадлежит Национальной галерее Финляндии (галерея Атенеум).
В 1977 году о Симберге был снят художественный фильм «Ночной мороз» (фин. Halla), музыку для которого написал Пекка Ялканен.
Финский актёр и режиссёр Вилле Курки написал театральный моноспектакль «Крылья Хуго Симберга» (фин. Hugo Simbergin siivet), продолжающийся один час десять минут.

## Творчество
В конце XIX века в финской живописи начался процесс отхода от академической традиции. Одна из ветвей, повторяя эволюцию Поля Гогена и понт-авенской школы, следовала по пути символизма и модернизма, ориентируясь на искусство раннего («примитивного») Возрождения и готики, а также на традиционные культуры. Главным представителем этого течения в Финляндии был Аксели Галлен-Каллела, у которого учился Хуго Симберг.
Уже в ранних работах художника видны черты примитивизма, которые позже развиваются и становятся важной частью его творчества. Ранние малоформатные работы Симберга напоминают иллюстрации к средневековым рукописям. Они появились как раз в то время, когда он учился у Галлен-Каллела. Последний работал в конце 1890-х годов в основном над большими композициями, посвящёнными эпическим мотивам. Эти темы совершенно не интересовали Симберга, и он взял у учителя в первую очередь простоту произведений и изображение природы как источник вдохновения. Первыми его произведениями, созданными в Руовеси, были гуаши, изображающие мороз и осень. По настоянию Галлен-Каллела Симберг позже создал варианты этих же произведений в темпере, так как темпера придавала картинам архаический характер, напоминавший о старых мастерах.
Несмотря на существенное влияние, которое на Симберга оказали различные мастера, в первую очередь Галлен-Каллела, Бёклин и Магнус Энкель, он никогда не пытался им подражать или копировать их стиль. Более того, творчество художника сугубо индивидуально и не похоже ни на одного из этих художников. Так, например, в произведениях Галлен-Каллела смерть однозначно является трагедией, и картины, изображающие её, как, например, триптих «Айно», полны драматизма. В картинах Симберга же смерть является просто одним из персонажей и воспринимается гораздо легче, скорее как попутчик и утешитель. Творчество Симберга прежде всего сравнивают не с Галлен-Каллела или Бёклином, а с мистиками и визионерами — английским поэтом и художником Уильямом Блейком и рано умершим шведским художником Иваром Аросениусом.
Основной чертой, проходящей через всё творчество Хуго Симберга, является многоплановость и символичность его образов. Его произведения полны образами ангелов и дьяволов, многократно изображены жизнь и смерть в различных образах. Два излюбленных его персонажа — чёрт и смерть. Когда в работах Симберга появляются люди, это часто дети, так как они ещё не утратили контакта с природой и могут наиболее непосредственным образом выразить даже сложные идеи. В творчестве Симберга развился мистический символизм, выражавшийся в одушевлении природы, представлении её в гротескной форме, очаровании идеей зла и человеческой трагедии.
Хуго Симберг — один из наиболее известных финских художников. Особенно популярна его картина «Раненый Ангел», она часто используется для иллюстраций и обложек.

### «Раненый ангел»
«Раненый ангел» — самая известная картина Симберга. Она сыграла существенную роль в признании его как заметного явления в финской живописи.
Хуго Симберг создал эту картину после выхода из больницы в 1903 году. На ней изображены два мальчика, несущие ангела на носилках. Пейзаж намеренно сделан суровым и печальным, но умиротворённым. Картина может символизировать, в зависимости от интерпретации, как земное начало, помогающее духу, так и дух, утопающий в земном начале.
На самом простом уровне понимания картина символизирует детскую невинность. Второй план состоит из чувств художника, возвращающегося к жизни после тяжёлой болезни. Здесь жизнь и идеалы смешаны с близостью смерти и эфемерностью живого. Тёмные костюмы мальчиков могут быть также поняты как символ смерти. Один из мальчиков повернулся к зрителям, давая им понять, что темы жизни и смерти имеют к ним прямое отношение.
Мотив картины «Раненый ангел» обыгран в начале видеоклипа «Amaranth» финской группы Nightwish.

### «Сад смерти»
Одним из излюбленных сюжетов Симберга был «Сад Смерти». Художник выполнил это произведение в нескольких вариантах, из которых наиболее известны акварель 1896 года в галерее Атенеум и фреска в кафедральном соборе Тампере (1904—1906). Фигуры Смерти (три скелета в чёрных одеяниях), намеренно плоские, заняты в чистилище сортировкой человеческих душ-растений. Произведение стилизовано почти до примитивизма. Сюжет акварели восходит к средневековой традиции, а примитивный стиль должен напоминать о работах мастеров готики. Сухой жёлтый песок окружает сад и создаёт фон для акварели (в варианте фрески жёлтый цвет существенно разбавлен зелёным). Человеческие души изображены в виде растений, нуждающихся в постоянном уходе, а сад представлен как место, где смерть может выразить свои чувства. По одной из интерпретаций, смерть является другим лицом любви, а цветы столь хрупки, что не могут выдержать воздействия этого чувства.

### Пейзажи
Важное место в творчестве Симберга занимают пейзажи, которые, как правило, не передают реальные черты местности и в этом смысле являются воображаемыми. Цель Симберга — передать ощущение умиротворения природы. В этом отношении наиболее близкий к нему художник северных стран — норвежец Харальд Солберг. Так, полотно «Весенний вечер в ледоход» изображает озеро вблизи Руовеси, но в то же время оно выражает и настроения самого художника. Картина была написана весной 1897 года, сразу после смерти матери Симберга, и цвета намеренно выбраны резко контрастными, сочетание жёлтого и чёрного — это цвета солнца и ночи, в данном случае символизирующие жизнь и смерть. Все детали пейзажа сосредоточены на переднем плане. Возможно, островок с деревьями символизирует переправу на другую, тёмную сторону — в другой мир, а тёмное облако добавляет пейзажу таинственности. Тем самым пейзаж представляет фантастический мир, в котором центральную роль играют образы жизни и смерти.

### Росписи собора Иоанна Богослова в Тампере
Одной из основных работ Симберга являются фрески, выполненные (1904—1906) им в кафедральном соборе святого Иоанна в Тампере (архитектор Ларс Сонк). Фрески были заказаны двум художникам-символистам, Симбергу и более старшему Магнусу Энкелю, по рекомендации самого известного на тот момент финского художника, Альберта Эдельфельта. Симбергу и Энкелю была предоставлена полная свобода творчества. Они договорились, что Энкель выполнит росписи алтарной части, а Симберг — всей остальной церкви.
В главном куполе собора Симберг на красном фоне изобразил змею с яблоком во рту, окружённую оперёнными крыльями. В обычной интерпретации считается, что крылья изображают ангелов, а фреска в целом символизирует победу добра над злом. На галерее собора изображены двенадцать фигур обнажённых мальчиков, держащих гирлянду. Гирлянда символизирует жизнь (традиционное название росписи — «Гирлянда жизни»), а двенадцать мальчиков, напоминающие фигурные композиции Фердинанда Ходлера — двенадцать апостолов. Мальчики идут в сторону леса, написанного на обоих концах подковообразной композиции. В лесу стоит дерево, на котором изображены одиннадцать языков огня и змея; также в лесу написана сорока. Языки огня часто интерпретируются как символ Святого духа, змея — символ Иуды и дана ему вместо пламени. В финской мифологии сорока является символом стыда.
На восточной стене Симберг изобразил два самых известных сюжета своего творчества — композиции «Сад смерти» и «Раненый ангел». Фреска «Раненый ангел» является повторением холста 1903 года с некоторыми вариациями. Так, Симберг добавил фабричные трубы на задний план пейзажа (отсылка к тому факту, что Тампере был крупнейшим индустриальным центром Финляндии) и сделал берег озера неровным, что придаёт сюжету больше драматизма.
У части церковного руководства фрески вызвали неприятие, поскольку некоторые из них не имели отношения к библейским сюжетам, и их судьба решалась в последний момент перед открытием собора. Ни Симберг, ни Энкель не пришли на церемонию открытия фресок. Уже после открытия собора была создана специальная комиссия для определения, является ли изображение змеи подходящим для церкви. Согласно решению комиссии, принятому в мае 1907 года, змея была оставлена. Вопрос снова поднимался в 1946 году, много позже смерти Симберга, во время визита епископа.
Кроме фресок, Хуго Симберг также выполнил дизайн шести из семи витражей собора: трёх в южной галерее (голубь — олицетворение святого духа, бело-синий цвет; Неопалимая Купина, оранжевый цвет; Солнце) и трёх в северной (Пеликан, кормящий птенца своей кровью — символ причастия; а также два окна, изображающих всадников Апокалипсиса — в одном конь белый и конь рыжий, в другом — конь бледный и конь вороной).

### Фотография
Симберг был не только художником и графиком, но и фотографом. Он начал делать фотографии малого формата в 1895 году и быстро понял, что они подчёркивают важность света и тени и дополняют его художественное творчество. Художник не только использовал их для подготовки этюдов, большинство его фотографий рассматриваются как независимые работы, равноправные с живописными и графическими произведениями.